# Маљио (Леко)
Маљио је насеље у Италији у округу Леко, региону Ломбардија.
Према процени из 2011. у насељу је живело 68 становника. Насеље се налази на надморској висини од 262 м.